# Pokoli lecke (film)
A Pokoli lecke (eredeti cím: Sleepers) 1996-ban bemutatott amerikai bűnügyi film, melynek rendezője, forgatókönyvírója és producere Barry Levinson. Lorenzo Carcaterra 1995-ben megjelent, azonos című regénye alapján készült. A főbb szerepekben Kevin Bacon, Jason Patric, Brad Pitt, Robert De Niro, Dustin Hoffman, Minnie Driver és Billy Crudup látható. Az eredeti cím (Sleepers) amerikai szlengkifejezés a fiatalkorú bűnözőkre, akik kilenc hónapnál hosszabb büntetésüket töltik.
Nincs egyebük, mint a barátság... 
Nincs más választásuk, mint a megtorlás...

## Cselekmény
|  | Alább a cselekmény részletei következnek! |

Lorenzo "Shakes" Carcaterra, Tommy Marcano, Michael Sullivan és John Reilly gyerekkori barátok, akik az 1960-as években a Hell’s Kitchenben (New Yorkban Manhattan egyik negyede) élnek és csínytevések mellett kisebb megbízásokat kezdenek el teljesíteni a helyi gengszternek, King Bennynek. "Bobby" Carillo atya, a plébánosuk és aki a múltban maga is fiatalkorú bűnöző volt, megpróbálja a helyes útra terelni a gyerekeket.
1967 nyarán a négy fiú ellop egy hot-dogos kocsit. Véletlenül legurítják a kocsit egy metró lépcsőjén, és súlyosan megsebesítenek egy idős férfit. Mindannyiukat a New York állam északi részén található Wilkinson Home for Boys nevű fiatalkorúak javítóintézetében letöltendő szabadságvesztésre ítélik. Shakes hat és 12 hónap közötti, míg a többiek 12 és 18 hónap közötti büntetést kapnak. Ott tartózkodásuk alatt többször is szexuális zaklatásnak és kínzásnak vetik alá őket Sean Nokes, Henry Addison, Ralph Ferguson és Adam Styler főfelügyelők.
Míg a létesítményben raboskodna, részt vesznek Wilkinsonban az őrök és a rabok közötti éves futballmeccsen. Michael meggyőzi a rabot, Rizzo Robinsont, hogy segítsen megnyerni a játékot. Az őrök veszítenek és megalázva érzik magukat, ezért hetekre magánzárkába helyezik a fiúkat, ahol módszeresen megverik őket. Rizzo nem éli túl, és a családjának azt mondják, hogy tüdőgyulladásban halt meg.
1968 tavaszán, nem sokkal azelőtt, hogy Shakes kiszabadul a Wilkinsonból, azt javasolja a fiúknak, hogy jelentsék fel az őröket. A többiek elutasítják, Michael azt állítja, hogy senki sem hinne nekik, vagy nem érdekelné őket, és megfogadják, hogy soha többé nem beszélnek erről. A Shakes szabadulása előtti éjszakán Nokes és a többi őr "búcsúpartit" rendez, amelyen a négy fiút brutálisabbnál brutálisabb módon megerőszakolják.
1981-ben John és Tommy, akik már bűnözői életet élnek, és az ír maffiának dolgoznak, váratlanul találkoznak az akkor már pénzszállítóként dolgozó Sean Nokes-szal egy Hell's Kitchen-i kocsmában, aki épp ott vacsorázik. John és Tommy szembesítik a férfit a bűneivel, és a szemtanúk szeme láttára agyonlövik, méghozzá szándékosan úgy, hogy meg is kínozzák (az első lövést Nokes heréje kapja). Michael, aki most már helyettes kerületi ügyész, megkapja az ügyet, és az a terve, hogy leleplezze a Wilkinsonban dolgozó őrök által elkövetett visszaéléseket. Shakes-szel együtt, aki felnőttként riporterként dolgozik, tervet készít, hogy kiszabadítsa Johnt és Tommyt, és bosszút álljon a többi őrön akik bántalmazták és megerőszakolták őket. King Benny és Carol, a fiúk gyerekkori barátja is segítenek a fiúknak és Danny Snydert, az alkoholista ügyvédet bízzák meg, hogy lássa el John és Tommy védelmét. Carillo atya hamis tanúvallomást tesz, valótlan alibit igazol Nokes gyilkosainak.
A többi őrt is megbüntetik a börtönben elkövetett tetteik miatt: Addisont, aki ma már politikus, de még mindig gyerekeket molesztál, elrabolják és megölik a helyi repülőtér közelében gengszterek, akik a meggyilkolt Rizzo testvérének dolgoznak. Styler, aki ma korrupt rendőr, börtönbe kerül, mert kenőpénzt fogadott el és megölt egy drogdílert. Ferguson pedig elveszíti állását és családja elhagyja.
A felmentő ítélet után Michael, Shakes, John és Tommy egy helyi bárban találkozik Carollal, hogy együtt ünnepeljenek. Ez az utolsó alkalom, hogy a négy férfi együtt van. Shakes továbbra is a Hell's Kitchenben marad riporterként. Michael otthagyja az ügyészi hivatalt, Angliába költözik, asztalos lesz. John és Tommy meghal, mielőtt elérné a 30. életévét, John alkoholmérgezésnek esik áldozatul, míg Tommyt rivális bűnözők gyilkolják meg. Carol a Hell's Kitchenben marad szociális munkásként és egy fia születik, akit John Thomas Michael Martineznek nevez el és a beceneve "Shakes" lett.
|  | Itt a vége a cselekmény részletezésének! |

## Szereplők
| Szereplő       | Színész          | Magyar hang            |
| -------------- | ---------------- | ---------------------- |
| Shakes         | Jason Patric     | Selmeczi Roland        |
| Michael        | Brad Pitt        | Rékasi Károly          |
| John           | Ron Eldard       | Viczián Ottó           |
| Tommy          | Billy Crudup     | Gáspár András          |
| Fiatal Shakes  | Joseph Perrino   | Gerő Gábor             |
| Fiatal Michael | Brad Renfro      | Molnár Levente         |
| Fiatal John    | Geoffrey Wigdor  | Előd Álmos             |
| Fiatal Tommy   | Jonathan Tucker  | Harsányi Bence         |
| Carol          | Minnie Driver    | Kisfalvi Krisztina     |
| Nokes          | Kevin Bacon      | Végh Péterl            |
| Bobby atya     | Robert De Niro   | Gáti Oszkár            |
| Danny Snyder   | Dustin Hoffman   | Végvári Tamás          |
| Shakes apja    | Bruno Kirby      | Beregi Péter           |
| King Benny     | Vittorio Gassman | Rajhona Ádám           |
| Ferguson       | Terry Kinney     | Sinkovits-Vitay András |
| Addison        | Jeffrey Donovan  | Rosta Sándor           |
| Styler Lennie  | Lennie Loftin    | Várkonyi András        |
| Mrs. Salinas   | Aida Turturro    | Kocsis Mariann         |

## Forgatás
A film forgatása New Yorkban és a connecticuti Newtownban zajlott, 1995. augusztus 29. és 1995. november 30. között.

## Fogadtatás

### Bevételi adatok
A film a nyitóhétvégén 12,3 millió dollárt hozott az Egyesült Államokban és Kanadában 1 915 moziban, ezzel a kasszasikerlista élén debütált, maga mögé utasítva a második hete műsoron lévő Ragadozók és az ötödik hete műsoron lévő Elvált nők klubja című filmeket. A Pokoli lecke 53,3 millió dolláros bevételt ért el az USA-ban és 112,3 millió dollárt nemzetközileg, ami világszerte 165,6 millió dolláros összbevételt jelentett.

### Kritikai visszhang
A Rotten Tomatoes-on a film 56 kritika alapján 73%-os tetszést aratott, 6,60/10-es átlagértékeléssel.
A film megjelenésekor vita alakult ki arról, hogy a regényből, amelyről azt állították, hogy igaz történet, mennyit talált ki a szerző. A filmben elhangzó első szavak a következők: "Ez egy olyan barátság igaz története, amely minden vérségi köteléknél erősebbnek bizonyult", azonban a film - és az alapjául szolgáló könyv - valóságtartalmát és tényszerűségét többek között a manhattani Sacred Heart of Jesus Church and School (az az iskola, ahová Lorenzo Carcaterra járt) és a manhattani kerületi ügyészség is vitatta. Carcaterra elismerte, hogy a könyvben szereplő legtöbb részlet kitaláció, de fenntartotta, hogy a könyvben leírt események valóban megtörténtek.

## Fordítás
- Ez a szócikk részben vagy egészben  a   Sleepers (film) című angol Wikipédia-szócikk fordításán alapul.  Az eredeti cikk szerkesztőit annak laptörténete sorolja fel. Ez a jelzés csupán a megfogalmazás eredetét és a szerzői jogokat jelzi, nem szolgál a cikkben szereplő információk forrásmegjelöléseként.